# Волох Петро Васильович
Во́лох Петро́ Васи́льович (нар. 30 грудня 1896 — пом. 25 серпня 1943) — радянський воєначальник, генерал-лейтенант танкових військ.

## Біографія
Петро Васильович Волох народився 30 грудня 1896 року в слободі Покровській (тепер місто Енгельс Саратовської області) в селянській родині. Українець. Після закінчення 4-х класів працював в залізничних майстернях.
У серпні 1915 року призваний до війська. В складі 1-го Туркестанського полку на Південно-Західному фронті брав участь в Першій світовій війні, старший унтер-офіцер.
З грудня 1917 року — в Червоній Гвардії, з серпня 1918 року — в Червоній Армії. Під час Громадянської війни у складі 4-ї кавалерійської дивізії 1-ї кінної армії брав участь в боях на Північному Кавказі, Єгорлицькій битві, боях проти військ Врангеля та Махна. Учасник Радянсько-польської війни 1919 — 1921 років.
У жовтні 1924 року закінчив Ленінградську військово-політичну школу, призначений помічником воєнкома 94-го Селянського полку.
У вересні 1926 року закінчив кавалерійські КУКС РСЧА в Новочеркаську. Командував кавалерійським ескадроном, полковою школою в 76-му кавалерійському полку.
У 1931 році закінчив академічні курси при Військово-технічній академії імені Ф. Е. Дзержинського, призначений командиром 1-го окремого танкового батальйону Північно-Кавказького ВО.
З березня 1934 року — командир 12-го механізованого полку 12-ї Кубанської казачої кавалерійської дивізії.
З серпня 1937 року — командир 38-ї танкової бригади, з липня 1940 року — командир 11-ї танкової дивізії.
У березні 1941 року призначений командиром 18-го механізованого корпусу.
З початком Радянсько-німецької війни 18-й механізований корпус під командуванням генерал-майора Волоха П. В. у складі 9-ї і 18-ї армій Південного фронту брав участь в оборонних боях на півдні України.
У жовтні 1941 року призначений начальником управління, згодом. — заступником начальника Головного автобронетанкового управління з формування і комплектування РСЧА. В січні 1943 року призначений начальником Головного управління формування і бойової підготовки бронетанкових і механізованих військ Червоної Армії.
З червня 1943 року — командуючий бронетанковими і механізованими військами Південно-Західного фронту.
У ході Донбаської наступальної операції військ Південно-Західного фронту 25 серпня 1943 року південніше міста Ізюм Харківської області під час авіаційного нальоту генерал-лейтенант танкових військ Волох П. В. загинув.
Похований на Новодівочому цвинтарі в Москві.

## Нагороди
- Орден Леніна
- Два ордени Червоного Прапора
- Орден Суворова 2-го ступеня
- Орден Червоної Зірки
- Медаль «XX років Робітничо-Селянській Червоній Армії»

## Пам'ять
В місті Ізюм Харківської області в 1950 році встановлено пам'ятник генерал-лейтенантові Волоху П. В. (скульптор Мотовилов Г. І., архітектор Поляков Л. М.). Скульптура впала з постаменту за нез'ясованих обставин вночі з 12 на 13 серпня 2024 р.
В місті Енгельс Саратовської області рішенням міськвиконкому від 27 серпня 1943 року вулиця Скучна перейменована на вулицю Волоха.
У 1997 році П. В. Волох був посмертно удостоєний звання «Почесний громадянин міста Енгельс».